# Pattinaggio di velocità ai XXI Giochi olimpici invernali - 5000 m femminile
La gara dei 5000 m femminile ai XXI Giochi olimpici invernali si è svolta il 24 febbraio 2010 al Richmond Olympic Oval, ed è stata vinta da Martina Sáblíková, della Repubblica Ceca.
La detentrice del titolo era la canadese Clara Hughes, che ha vinto il bronzo.

## Record
Prima di questa competizione, i record erano i seguenti.
| Record mondiale | Martina Sábliková ( Rep. Ceca) | 6'45"61 | Salt Lake City      | 11 marzo 2007    |
| Record olimpico | Claudia Pechstein ( Germania)  | 6'46"91 | Salt Lake City 2002 | 23 febbraio 2002 |

## Risultati
| Pos. | Batteria | Nome                   | Nazione     | Tempo        | Distacco     |
| ---- | -------- | ---------------------- | ----------- | ------------ | ------------ |
|      | 8        | Martina Sáblíková      | Rep. Ceca   | 6'50"92      | -            |
|      | 7        | Stephanie Beckert      | Germania    | 6'51"39      | +0"47        |
|      | 5        | Clara Hughes           | Canada      | 6'55"73      | +4"81        |
| 4    | 8        | Daniela Anschütz-Thoms | Germania    | 6'58"64      | +7"72        |
| 5    | 6        | Maren Haugli           | Norvegia    | 7'02"19      | +11"27       |
| 6    | 7        | Kristina Groves        | Canada      | 7'04"57      | +13"65       |
| 7    | 5        | Masako Hozumi          | Giappone    | 7'04"97      | +14"05       |
| 8    | 3        | Jilleanne Rookard      | Stati Uniti | 7'07"48      | +16"56       |
| 9    | 6        | Shiho Ishizawa         | Giappone    | 7'12"23      | +21"31       |
| 10   | 2        | Jorien Voorhuis        | Paesi Bassi | 7'13"27      | +22"35       |
| 11   | 4        | Elma de Vries          | Paesi Bassi | 7'16"68      | +25"76       |
| 12   | 1        | Cindy Klassen          | Canada      | 7'22"09      | +31"17       |
| 13   | 2        | Svetlana Vysokova      | Russia      | 7'23"33      | +32"41       |
| 14   | 4        | Cathrine Grage         | Danimarca   | 7'23"83      | +32"91       |
| 15   | 1        | Maria Lamb             | Stati Uniti | 7'25"15      | +34"23       |
| -    | 3        | Katrin Mattscherodt    | Germania    | squalificata | squalificata |